# Live 1981 & 1986
Live 1981 & 1986 é o primeiro álbum ao vivo da banda The Adolescents, lançado em 1989.

## Faixas
1. "Amoeba" — 2:56
2. "Who Is Who" — 1:16
3. "No Friends" — 2:10
4. "Welcome to Reality" — 2:07
5. "Self Destruct" — 0:48
6. "Things Start Moving" — 2:49
7. "Word Attack" — 1:02
8. "Losing Battle" — 1:36
9. "I Got a Right" — 3:15
10. "No Way" — 2:17
11. "The Liar" — 1:58
12. "Rip It Up" — 2:20
13. "L.A. Girl" — 1:28
14. "Wrecking Crew" — 2:06
15. "Creatures" — 1:52
16. "Kids of the Black Hole" — 5:02
17. "The Peasant Song" — 2:41
18. "Do the Eddy" — 0:47
19. "The Liar" — 2:11
20. "Who Is Who" — 1:25
21. "Wrecking Crew" — 2:01

## Créditos[2]
- Alfie Agnew — Guitarra, vocal
- Frank Agnew — Guitara, vocal
- Rikk Agnew — Guitarra, vocal
- Tony Montana — Vocal
- Casey Royer — Bateria, vocal
- Steve Soto — Baixo, vocal